# Акаси-Кайкё (пролив)
Акаси-Кайкё (яп. 明石海峡 акаси-кайкё:) — пролив между островами Авадзи и Хонсю в центральной части Внутреннего Японского моря, соединяет плёс Харима-Нада и Осакский залив.
На северном берегу пролива расположен город Акаси префектуры Хиого, на южном — остров Авадзи. С 1988 года их соединяет мост Акаси-Кайкё.
Ширина пролива составляет 4 км, Наибольшая глубина — 135 м. Приливные течения в проливе могут достигать скорости 6-7 узлов.